# Catharsius scopas
Catharsius scopas är en skalbaggsart som beskrevs av Felsche 1907. Catharsius scopas ingår i släktet Catharsius och familjen bladhorningar. Inga underarter finns listade.